# پاترهد
پاترهد (به انگلیسی: Potterhead) اصطلاحی است که به طرفداران سری کتاب‌های هری پاتر اثر جی. کی. رولینگ اطلاق می‌شود. این طرفداران به‌طور ویژه‌ای به دنیای جادویی هری پاتر علاقه‌مندند و اغلب فعالیت‌های مختلفی از جمله مطالعه کتاب‌ها، تماشای فیلم‌ها، شرکت در کنفرانس‌ها و همایش‌ها، و ایجاد محتواهای طرفداری انجام می‌دهند. طرفداران این سری کتاب‌ها اغلب به‌طور منظم با یکدیگر در ارتباط هستند و دنیای هری پاتر را به بخش جدایی‌ناپذیری از زندگی روزمره خود تبدیل کرده‌اند.

## تاریخچه
اصطلاح «پاترهد» برای اولین بار در اوایل دهه ۲۰۰۰ میلادی پس از انتشار چهارمین کتاب از سری هری پاتر، «هری پاتر و جام آتش»، مورد استفاده قرار گرفت. این اصطلاح به سرعت در میان طرفداران سری هری پاتر در سراسر جهان گسترش یافت و به نوعی نشان‌دهنده تعهد و علاقه شدید به این مجموعه شد. در ابتدا، این واژه به‌طور غیررسمی در محافل و انجمن‌های آنلاین طرفداران هری پاتر برای توصیف افرادی که عاشق دنیای هری پاتر بودند، به کار می‌رفت. این اصطلاح سپس توسط رسانه‌ها و ناشران برای توصیف این دسته از طرفداران در مقیاس جهانی پذیرفته شد. اولین نشانه‌های استفاده از این اصطلاح در جوامع آنلاین و وب‌سایت‌های طرفداری نظیر ماگل‌نت و The Leaky Cauldron مشاهده شد.
با گذشت زمان، «پاترهد» به یک هویت فرهنگی برای طرفداران هری پاتر تبدیل شد که به‌ویژه با رشد رسانه‌های اجتماعی و ظهور انجمن‌های آنلاین گسترده‌تر شد.

## جامعه و فعالیت‌ها
جامعه پاترهدها به شدت فعال و گسترده است. این جامعه شامل طرفداران در هر سن و سلیقه‌ای می‌شود و فعالیت‌های زیادی در آن انجام می‌شود. این فعالیت‌ها می‌تواند شامل مطالعه و بحث در مورد کتاب‌ها، تماشای فیلم‌ها، شرکت در رویدادهای فرهنگی و هنری، و خلق آثار هنری از جمله فن‌فیکشن، نقاشی‌ها، و موسیقی باشد. پاترهدها همچنین به‌طور فعال در رویدادهای مختلف فرهنگی و هنری مرتبط با هری پاتر شرکت می‌کنند.

### همایش‌ها و کنفرانس‌ها
طرفداران هری پاتر به‌طور مرتب در همایش‌ها و کنفرانس‌های مختلفی شرکت می‌کنند. این همایش‌ها فرصت‌های بی‌نظیری برای ملاقات با نویسندگان، بازیگران و دیگر طرفداران است و امکان گسترش روابط اجتماعی و ایجاد تبادل نظر بین طرفداران را فراهم می‌آورد. یکی از بزرگ‌ترین همایش‌ها «لیکی‌کان» (LeakyCon) است که هرساله در مکان‌های مختلف در ایالات متحده برگزار می‌شود و هزاران پاترهد را به خود جذب می‌کند. این کنفرانس‌ها معمولاً شامل نمایش‌های زنده، پنل‌های گفتگو، مسابقات و نمایشگاه‌های مختلف هستند که در آنها طرفداران می‌توانند به محصولات و محتوای هری پاتر دسترسی داشته باشند. سایر همایش‌ها و رویدادهای مهم شامل «MuggleNet» و «The Leaky Cauldron» می‌باشند که به‌طور دائم برنامه‌های خود را برگزار می‌کنند.

### فعالیت‌های آنلاین
پاترهدها در فضای مجازی نیز به شدت فعال هستند. وب‌سایت‌ها، وب‌لاگ‌ها، و شبکه‌های اجتماعی مختلفی وجود دارد که به اشتراک‌گذاری محتواهای مرتبط با هری پاتر می‌پردازند. وب‌سایت‌هایی مانند "MuggleNet" و "The Leaky Cauldron" از جمله مهم‌ترین منابع اطلاعاتی برای طرفداران این سری هستند. این وب‌سایت‌ها نه تنها اخبار و مطالب مربوط به کتاب‌ها و فیلم‌های هری پاتر را منتشر می‌کنند، بلکه به تحلیل شخصیت‌ها، معانی فلسفی، و نظریه‌های مختلف در مورد دنیای جادویی نیز پرداخته‌اند.
در کنار این سایت‌ها، پلاتفرم‌های اجتماعی مانند اینستاگرام، توییتر، و ردیت نیز تبدیل به مکان‌های اصلی تعامل پاترهدها شده‌اند. این طرفداران به‌طور گسترده‌ای در گروه‌های مختلف بحث و تبادل نظر می‌کنند و محتوای مختلفی مانند تصاویر، ویدیوها، و حتی تحلیل‌های عمیق منتشر می‌کنند.

### آثار طرفداری
پاترهدها به خلق آثار هنری و ادبی متنوعی می‌پردازند. این آثار شامل فن‌فیکشنها، نقاشی‌ها، موسیقی و حتی فیلم‌های کوتاه است. برخی از این آثار به قدری محبوب شده‌اند که خود به بخش جدایی‌ناپذیری از فرهنگ پاترهدها تبدیل شده‌اند. این آثار گاهی به صورت آنلاین منتشر می‌شوند و بعضاً به‌طور رسمی از سوی دیگر طرفداران یا هنرمندان مستقل به عنوان بخشی از دنیای هری پاتر شناخته می‌شوند. علاوه بر این، پاترهدها در برخی رویدادهای هنری مانند «آرت‌کان» نیز شرکت کرده‌اند که در آن آثار خود را به نمایش می‌گذارند.
فن‌فیکشنها از جمله آثار مهم و پرطرفدار طرفداران هری پاتر هستند. این آثار معمولاً به بررسی داستان‌های جانبی و رویدادهای جدید در دنیای هری پاتر پرداخته و گاهی اوقات بر اساس شخصیت‌های اصلی یا شخصیت‌های فرعی ساخته می‌شوند. این نوع نوشتار توانسته است به یک جریان مهم در جوامع آنلاین تبدیل شود.

### تأثیرات فرهنگی
سری هری پاتر و جامعه پاترهدها تأثیرات زیادی بر فرهنگ عامه و رسانه‌ها داشته‌اند. این مجموعه نه تنها باعث ترویج مطالعه در میان جوانان شده بلکه الهام‌بخش بسیاری از هنرمندان، نویسندگان و کارگردانان سینما نیز بوده است. شخصیت‌ها و مفاهیم این سری به نوعی در فرهنگ عامه جا افتاده‌اند و به‌طور گسترده‌ای مورد استفاده قرار می‌گیرند. به‌ویژه واژه‌ها و مفاهیم مختلفی همچون «اسلیترین»، «هاگوارتز»، «لجند آگوستا» و «آواداکداورا» به بخشی از زبان روزمره طرفداران و حتی مردم عادی تبدیل شده است.
این تأثیرات همچنین در تولیدات تلویزیونی، فیلم‌های سینمایی و حتی تبلیغات تجاری مشاهده می‌شود. بسیاری از کمپانی‌ها و مارک‌ها از عناوین و نمادهای هری پاتر برای جلب توجه مخاطبان استفاده می‌کنند. از سوی دیگر، رویدادهای خاصی همچون «روز هری پاتر» (Harry Potter Day) و «هفته جادوی هری پاتر» در سراسر جهان برگزار می‌شود که تأثیرات فرهنگی و اجتماعی این مجموعه را نشان می‌دهد.